# 島田大輝
島田大輝（日语：／ Shimada Taiki，1992年7月31日—），日本男子羽毛球運動員。北海道出生，畢業於埼玉栄高校及日本体育大學，現隸屬於優乃克羽毛球部。

## 簡歷
2014年12月，島田大輝與竹內義憲出戰美國大獎賽，在男子雙打決賽以0比2（13-21、6-21）不敵頭號種子、波蘭組合亚当·克瓦林纳/普热梅斯瓦夫·瓦查，奪得亞軍。

## 主要比賽成績
只列出曾進入準決賽的國際賽事成績：
| 年份   | 賽事                     | 公開賽級別 | 項目     | 拍檔     | 成績   |
| ------ | ------------------------ | ---------- | -------- | -------- | ------ |
| 2014年 | 美國羽毛球大獎賽         | 黃金大獎賽 | 男子雙打 | 竹內義憲 | 亞軍   |
| 2016年 | 馬來西亞羽毛球國際挑戰賽 | 國際挑戰賽 | 男子雙打 | 竹內義憲 | 準決賽 |

| 2007-2017年 | 首要超級賽 | 超級賽 | 黃金大獎賽 | 大獎賽 | 國際挑戰賽 | 國際系列賽 | 未來系列賽 | 其他 |

| 2018-2026年 | 總決賽 | 超級1000賽 | 超級750賽 | 超級500賽 | 超級300賽 | 超級100賽 | 國際挑戰賽 | 國際系列賽 | 未來系列賽 | 其他 |